# 7,7-cm-Sockelflak L/35
Die 7,7-cm-Sockelflak L/35, kurz 7,7-cm-S.-Flak L/35, war eine Flugabwehrkanone des Deutschen Kaiserreiches und wurde im Ersten Weltkrieges eingesetzt.

## Entwicklung
Mit den Erfahrungen der bereits entwickelten Flugabwehrgeschütze versuchten die Friedrich Krupp AG und Rheinmetall weitere und verbesserte Geschütze herzustellen. Hierbei versuchten beide Firmen Geschütze von einem Kaliber mit 7,7 cm mit einer höheren Mündungsgeschwindigkeit herzustellen um die Reichweite und Steighöhe zu verbessern. Daraus resultierten die 7,7-cm-Sockelflak L/35 (Kp) und die 7,7-cm-Sockelflak L/35 (Rh)

## Technische Beschreibung

### 7,7-cm-S.-Flak L/35 (Kp)
Die 7,7-cm-Sockelflak L/35 (Kp) von Krupp war ein Mittelpivotgeschütz mit einem halbselbsttätigen Schubkurbelverschluss und einem ständig langem Rohrrücklauf. Ein Federvorholer schob das Geschützrohr nach der Schussabgabe in die Ausgangsposition zurück. Das Geschützrohr bestand aus einem Seelen- und Mantelrohr. Durch Schrumpfung waren beide mit einem Deckring miteinander verbunden. Der Verschluss konnte von der linken Seite durch Ziehen am Abzugshebel oder von Rechts durch das Bewegen eines Kniehebels abgefeuert werden. Am vorderen Teil der Rohrwiege war ein Bügel angenietet, welcher mit seitlichen Schildzapfen versehen war. Dieser Bügel umfasste das Geschützrohr und verfügte darüber über einen Hohlzylinder in dem der Federvorholer und die Rückstoßbremse verbaut waren. Wurde das Geschütz transportiert, so konnte die Rohrwiege festgezurrt werden.
Die Lafette bestand aus einem Sockelblock und der Sockelgabel. Vom Aufbau her war sie ähnlich der 7,7-cm-leichten Kraftwagenflak L/27 (Kp) von Krupp. Der Sockelblock wurde auf einer Plattform eines Geschützwagen aufgestellt und mit dessen Bodenrahmen vernietet. Im inneren des Sockelblocks war in einer kardanischen Aufhängung die Sockelgabel angeordnet. Für den Transport konnte der Sockelblock, samt Rohrwiege und Geschützrohr umgelegt werden. Um das Geschütz fahrbar zu machen, gab es eine Kastenprotze.

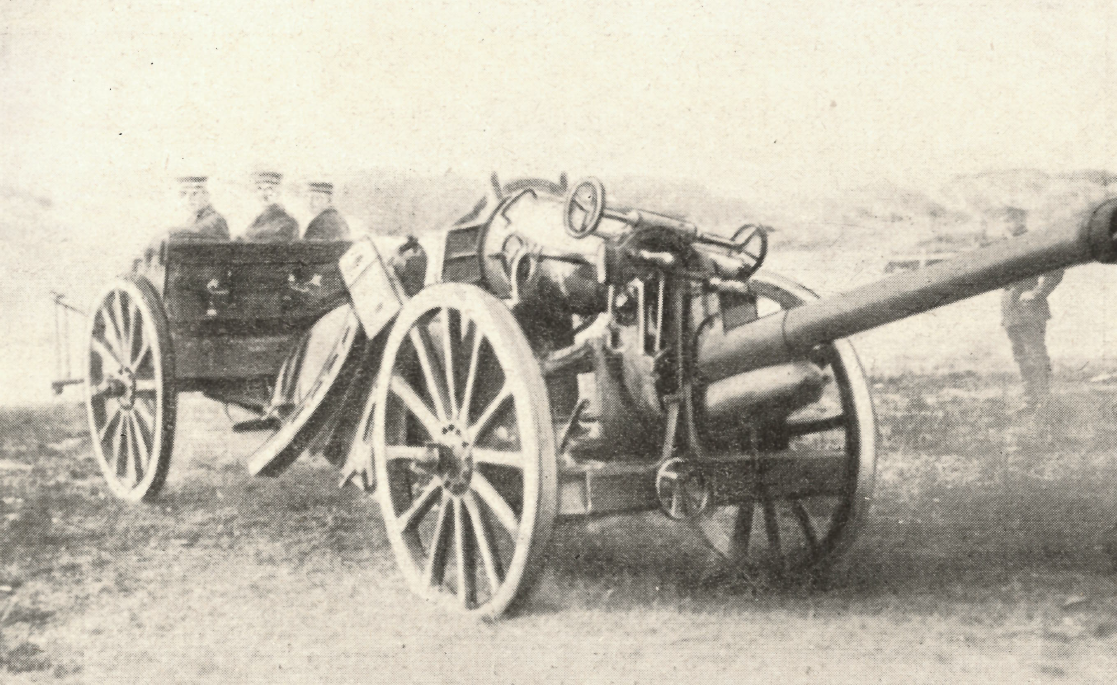
,7-cm-Sockelflak L/35 (Kp) in Fahrstellung

Die Richtmaschinen waren zu beiden Seiten der Flak angebracht. Auf der rechten Seite der Rohrwiege befand sich die Höhenrichtmaschine, auf der linken Seite die Seitenrichtmaschine. Beide wurden durch je einen Richtkanonier bedient. Durch eine Schneckengetriebe konnte das Geschütz um 360 Winkelgrad seitlich gerichtet werden. Wenn das Geschütz schnell gedreht werden musste, konnte das Schneckengetriebe ausgeschaltet und das Geschütz per Hand gedreht werden. Die Höhenrichtmaschine bestand aus einer Geländewinkel- und einer Aufsatzwinkelrichtmaschine. Beide waren durch ein Planetengetriebe miteinander verbunden. Damit war es möglich, die Flak zwischen +15 und +70 Winkelgrad in der Höhe einzustellen. Wollte man unter +15 Winkelgrad ein Ziel bekämpfen, so musste der Geschützwagen so stehen, dass die Räder nicht in der Schusslinie standen. War dies nicht möglich, musste man das Geschütz auf eine andere Sockelstellung umbetten.
Die Visiereinrichtung war an beiden Seiten des Geschütztes angebracht und wurde von den zwei Richtkanonieren bedient, welche an den Richtmaschinen saßen. Auf beiden Seiten befanden sich ein Zielfernrohr, mit Sucher und Richtglas, welche an den jeweiligen Schildzapfen der Rohrwiege befestigt waren.
Die verwendete Munition bestand aus der Kanonengranate 15 (Flak) mit dem Kanonenzünder 11 mit großer Bodenzündereinstellung ohne Aufschlagzünder (Flak).
Der Geschützwagen war ein Plattformwagen, welcher durch mehrere Querbleche, Deck-, Boden-, und Schwanzblechen verbunden und versteift wurde. Weiterhin gab es eine Protzöse und zwei Tragbäume, welche die Plattform und den Geschützsockel trugen. Der mittlere Teil der Plattform konnte durch abklappbare Seitenbleche verbreitert werden. Unterhalb der Seitenbleche gab es vier Seitenstützen. Diese konnten in jeder beliebigen Stellung ausgezogen und durch Exzenterbolzen an den jeweiligen Bodenverhältnissen angepasst werden. Die Spornbleche und die Protzöse wurden durch Bettungspfähle in der Erde verankert.
Die Protze der 7,7-cm-Sockelflak L/35 (Kp) bestand aus einem Gestell und einem Kasten. Im Protzkasten wurden Vorrats- und Zubehörteile mitgeführt, darauf befand sich ein Sitz für drei Soldaten der Bedienmannschaft.

### 7,7-cm-S.-Flak L/35 (Rh)

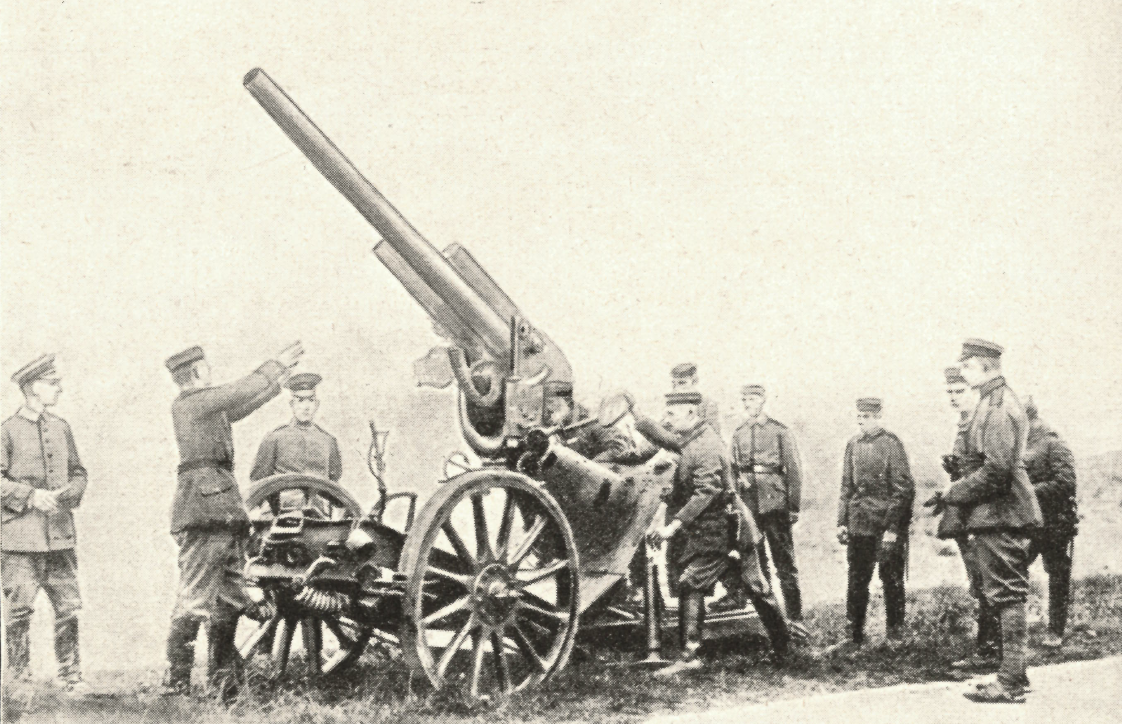
7,7-cm-Sockelflak L/35 (Rh) in Feuerstellung

Die 7,7-cm-Sockelflak L/35 (Rh) von Rheinmetall war der von Krupp recht ähnlich. Auch sie war ein Mittelpivotgeschütz mit einem mit einem halbselbsttätigen Schubkurbelverschluss. Hier war der Rücklauf jedoch veränderlich. Um das Geschützrohr wieder in die Ausgangslage zurückzuschieben, wurde auch hier ein Federvorholer verbaut. Im Weiteren waren das Geschützrohr und der Verschluss identisch mit der Version von Krupp.
Die Lafette war vom Aufbau her ähnlich der 7,7-cm-leichten Kraftwagenflak L/27 (Rh) der Rheinmetall. Sie bestand aus einem Sockelblock und einer Sockelgabel. Der Sockelblock war mit einem Winkeleisenring auf der der Sockelplatte der Plattform befestigt. An der hinteren linken Seite war die Seitenrichtmaschine montiert, welche ein seitliches Richten um 360 Winkelgrad ermöglichte. Das Richten in der Höhe war zwischen −6 und +75 Winkelgrad problemlos möglich. Durch das lösten spezieller Federbolzen, konnte die Flak bis auf +88 Winkelgrad erhöht werden. Im Sockelblock war eine Libellenvorrichtung angebracht, welche einen schiefen Radstand von bis zu 7 Winkelgrad ausgleichen und das Geschütz gerade stellen konnte.
Der Federvorholer war über dem Geschütz in einem Hohlzylinder untergebracht. Die Rücklaufbremse befand sich bei diesem Geschütz unter der Rohrwiege. Diese ermöglichte einen veränderlichen Rücklauf des Rohres. Die Verkürzung des Rücklaufes war vor allem bei einer hohen Rohrerhöhung notwendig, dass das Geschützrohr beim Rückstoß die Lafette oder die Räder nicht beschädigte.
Der Geschützwagen von Rheinmetall bestand aus zwei Lafettenwänden, welche in der Mitte durch Verbindungsträger, hinten durch einen Querträger und Versteifungsbleche verbunden waren. Am vorderen Ende gab es einen kleinen Lafettenkasten und einen Erdsporn. Der mittlere Teil der Plattform bildete die Sockelplatte. Diese war mit Scharnieren am vorderen Verbindungsträger durch Federriegel verriegelt. Zwei Ausgleicher erleichterten das Umlegen des Geschütztes in Feuer- oder Fahrstellung. An beiden Seiten der Lafettenwände befanden sich Seitenstützen, welche dem Geschütz beim Feuern eine gewisse Standfestigkeit geben sollten. Diese konnten der Länge nach teleskopartig durch Schraubenspindeln individuell verkürzt oder verlängert werden. Ein breiter Sporn verhinderte das zu tiefe Einsinken in schlammigen Boden.
Die Protze und die Munition ähnelten der von Krupp.

## Fazit
Sowohl Krupp als auch Rheinmetall gelang es, die Mündungsgeschwindigkeit auf 510 m/s zu steigern. Dennoch machte dies kaum einen nennenswerten Unterschied zu den bereits existierenden Geschützen mit einer Mündungsgeschwindigkeit von 465 m/s aus. Eine weitere Steigerung hätte bessere Ergebnisse erzielt, wäre aber bei den Geschützrohren an deren Leistungsgrenze gekommen und hätte die Haltbarkeit deutlich verringert. Auch war das Gewicht der Geschütze recht hoch für Geschütze diesen Kalibers.
Dennoch bewährten sich die Geschütze an der Ostfront, da sie beweglich waren und recht schnell aufgebaut werden konnten, wodurch eine schnelle Feuerbereitschaft erreicht wurde. Auch die hohe Feuergeschwindigkeit von 20 bis 25 Schuss die Minute trat bei den Bedienmannschaften positiv hervor.